# Rudolf Habringer

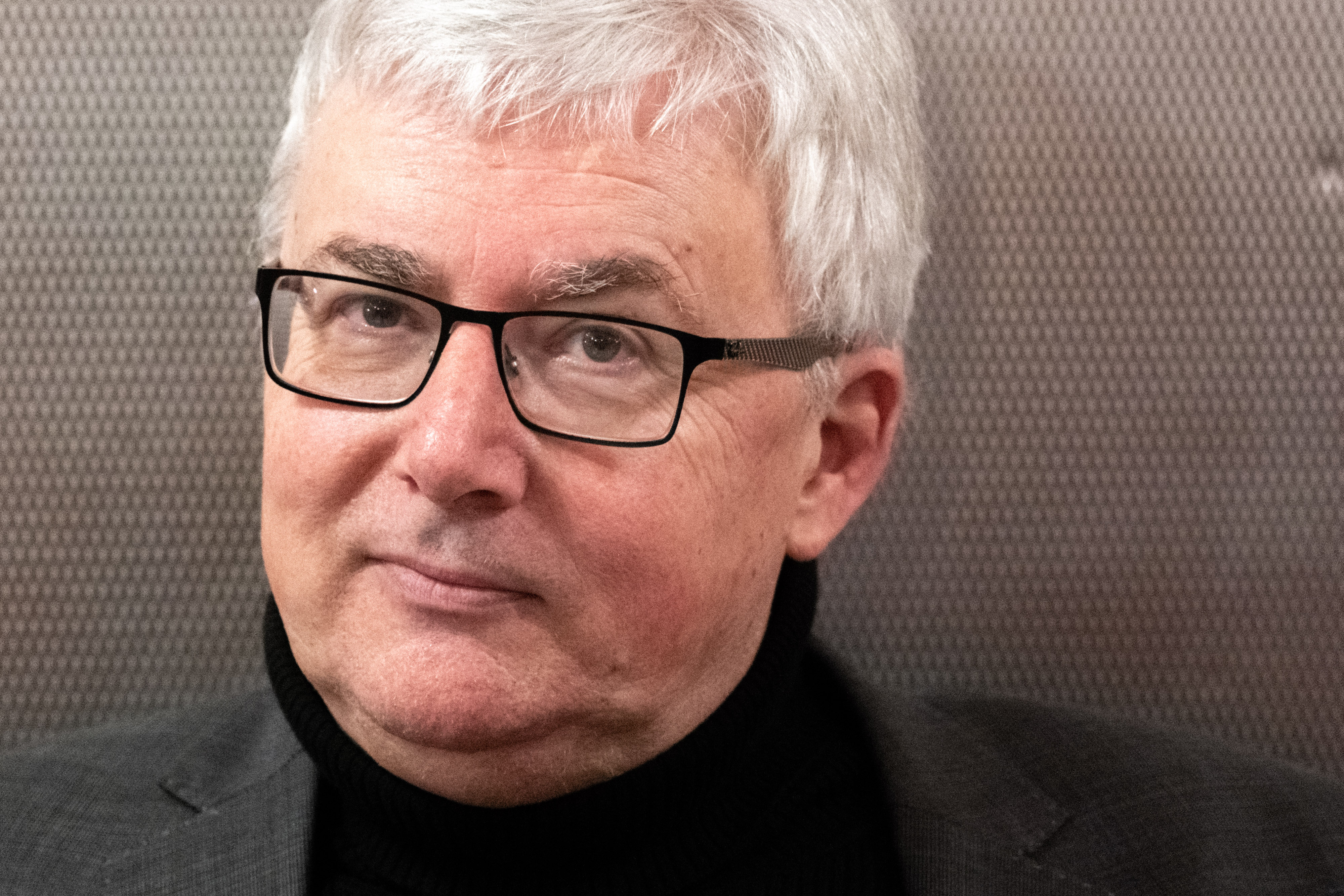
Rudolf Habringer (2023)

Rudolf Habringer (* 13. September 1960 in Schwanenstadt, Oberösterreich; eigentlich Rudolf Konrad Habringer) ist ein österreichischer freier Schriftsteller.

## Leben
Rudolf Habringer besuchte die Volksschule in Desselbrunn und das Gymnasium in Linz. Anschließend studierte er Germanistik und Religionspädagogik an der Universität Salzburg. Dieses Studium schloss er mit dem Magistergrad ab. Er hospitierte an den Landestheatern in Linz und Salzburg und absolvierte von 1983 bis 1985 eine Regisseurausbildung für Amateurtheater; gleichzeitig arbeitete er als Komponist an Kabarettprogrammen mit und spielte diverse Rollen an Theatern in Salzburg und Linz. 1989/90 war er Regieassistent am Salzburger Landestheater. Von 1990 bis 1994 wirkte Habringer als Pianist bei einem Tanztheater-Ensemble mit. 1993 nahm er am Ingeborg-Bachmann-Wettbewerb in Klagenfurt teil. Habringer lebt heute als freier Schriftsteller in Walding. Großen Erfolg hatte er 2007 mit dem Erzählband „Alles wird gut“ und 2008 mit dem Roman „Island-Passion“.
Rudolf Habringer ist Verfasser von Romanen, Erzählungen, Essays, Theaterstücken und Kabarett-Texten.
Rudolf Habringer ist Mitglied der IG Autorinnen Autoren, der Grazer Autorenversammlung, der Salzburger Autorengruppe und des Autorenkreises Linz. Er erhielt neben diversen Stipendien 1989 und 1992 den Max-von-der-Grün-Preis; 1990/91 war er Linzer Geschichtenschreiber.

## Werke
- Aus. Endlich, Linz 1992.
- Der Fragensteller, Graz [u. a.] 1992.
- Kopfständig, Graz [u. a.] 1994.
- LiebesKind, Graz [u. a.] 1998.
- Bernhard Minetti geht turnen, Linz 1999.
- Hansi Hinterseer lernt singen, Linz 2001.
- Thomas Bernhard seilt sich ab, Linz 2003.
- Alles wird gut, Erzählungen, Picus Verlag, Wien 2007, ISBN 978-3-85452-619-3.
- Island-Passion, Roman, Picus Verlag, Wien 2008, ISBN 978-3-85452-626-1.
- Engel zweiter Ordnung, Roman, Picus Verlag, Wien 2011, ISBN 978-3-85452-669-8.
- Was plumpst da auf den Mond?, Illustriert von Sibylle Vogel, Kinderbuch, Picus Verlag, Wien 2011, ISBN 978-3-85452-161-7.
- Was wir ahnen, Roman, Picus Verlag, Wien 2014, ISBN 978-3-7117-2007-8 (Folgeroman zu Engel zweiter Ordnung).
- Leirichs Zögern. Roman, Otto Müller Verlag, Salzburg 2021, ISBN 978-3701312849.
- Diese paar Minuten. Roman, Otto Müller Verlag, Salzburg 2023, ISBN 978-3-7013-1311-2.

## Herausgeberschaft
- Romananfänge, Linz 1997.
- Hinter dem Niemandsland – wechselnd bis heiter, Grünbach 2003.
- mit Walter Kohl (Hrsg.): Mein Leben ist ein Roman: Alltagsgeschichten aus Oberösterreich, Bibliothek der Provinz, Weitra 2003, ISBN 3-85252-529-2.
- mit Josef P. Mautner (Hrsg.): Der Kobold der Träume, Wien 2006.

## Medien
- Hörensagen #30 - Zu Gast bei Norbert Trawöger ist Rudolf Habringer. In: dorftv.at. 3. September 2014, abgerufen am 26. März 2022.